# Stadl-Predlitz
Stadl-Predlitz osztrák község Stájerország Muraui járásában. 2017 januárjában 1688 lakosa volt.

## Elhelyezkedése

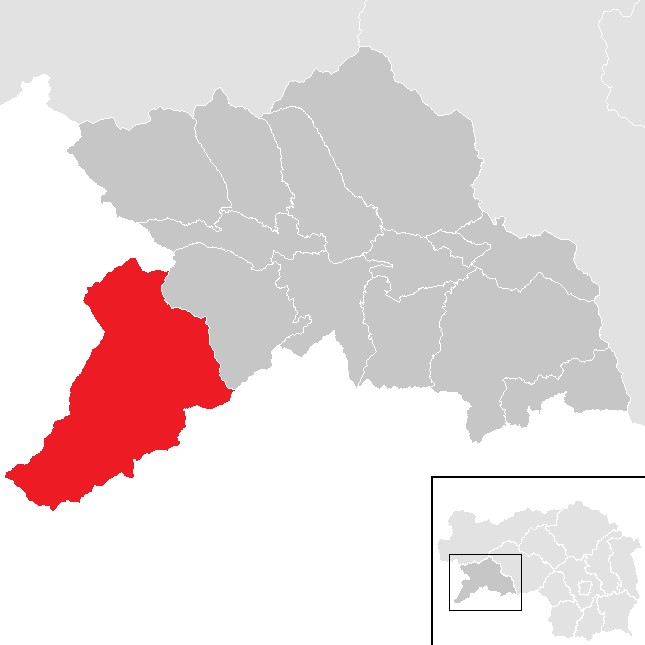
Stadl-Predlitz a Muraui járásban

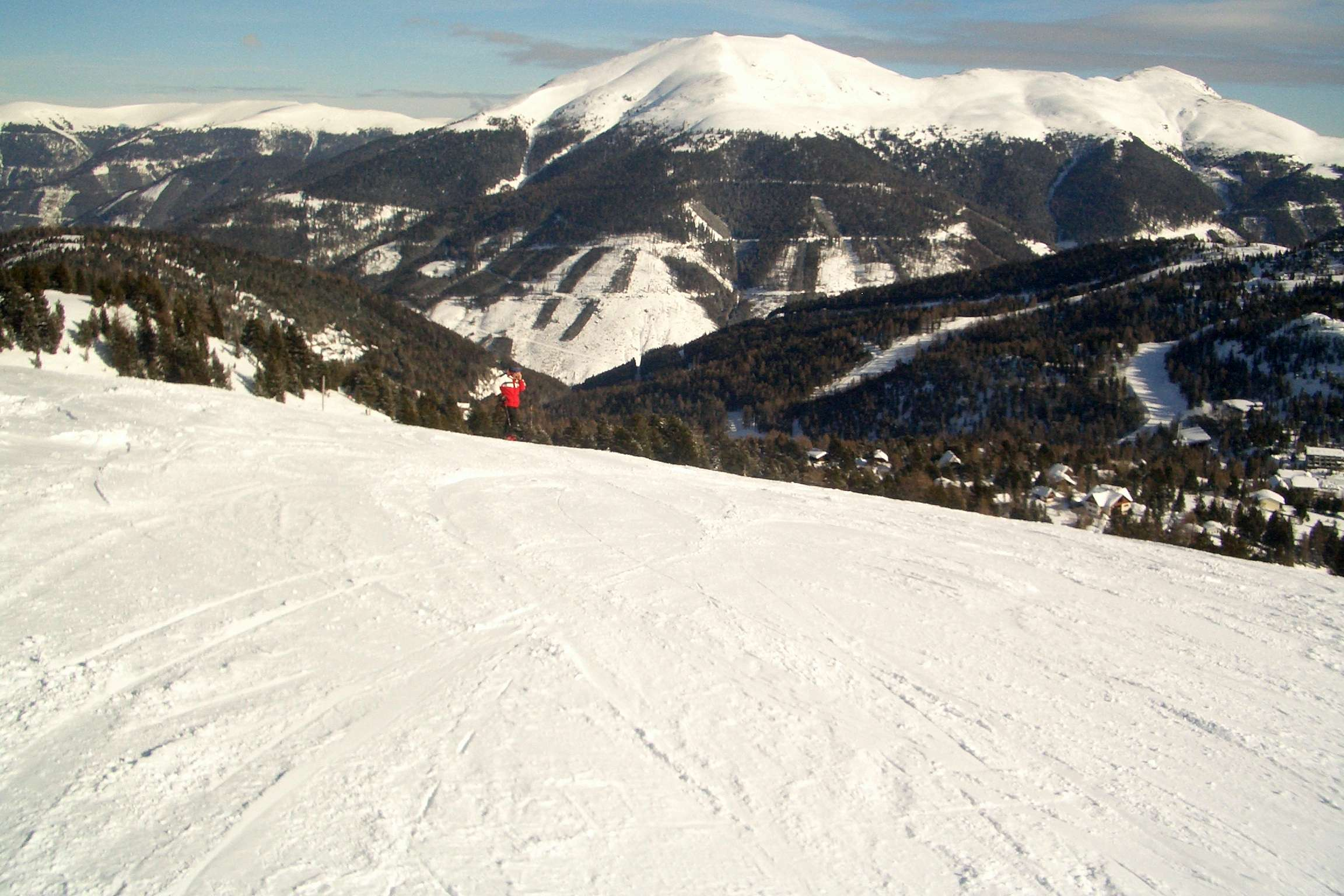
Kilátás a Turracher Höhéről az Eisenhutra

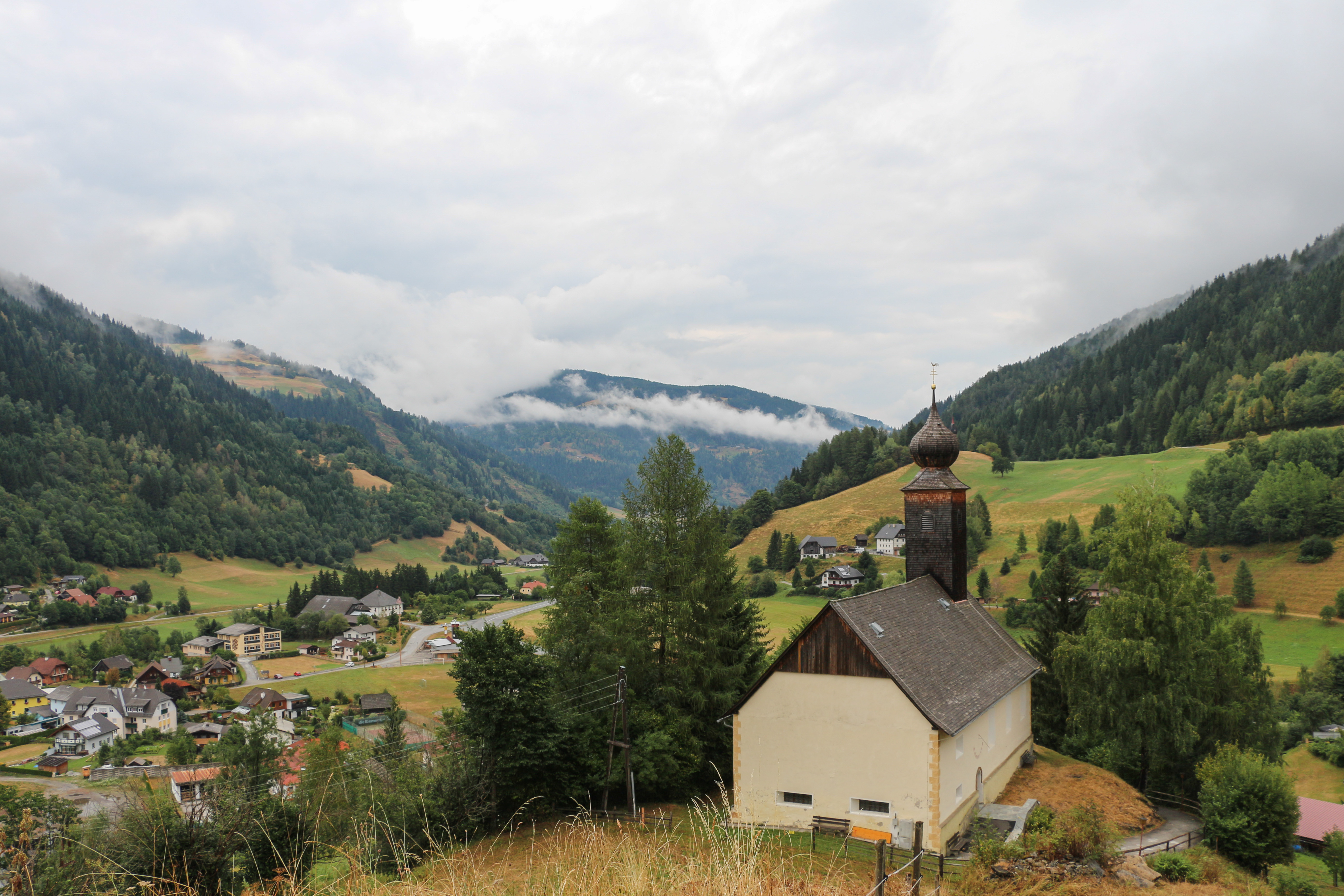
A Szt. Primus és Felicián-templom

Stadl-Predlitz Felső-Stájerországban fekszik a Mura mentén. Területének nagy része a Gurktali-Alpokra esik és áthalad rajta a hegységet átszelő B95 autóút (Turracher Straße). Legalacsonyabb pontja a Muránál van Einach közelében (890 m tengerszint fölött), a legmagasabb pedig a 2441 méteres Eisenhut csúcs. Az önkormányzat 3 katasztrális községben (Einach, Predlitz, Stadl) 7 települést egyesít: Einach (235 lakos), Paal (121), Predlitz (364), Sonnberg (80), Stadl an der Mur (440), Steindorf (316), Turrach (132).
A környező önkormányzatok: északkeletre Sankt Georgen am Kreischberg, keletre Metnitz és Glödnitz, délkeletre Deutsch-Griffen és Albeck, délre Reichenau, délnyugatra Krems in Kärnten (utóbbi hat Karintiában), nyugatra Thomatal, északnyugatra Ramingstein, északra Tamsweg (utóbbi három Salzburgban).

## Története
A község a 2015-ös stájerországi közigazgatási reform során jött létre Stadl an der Mur és Predlitz-Turrach egyesítésével.
A római időkben Stadl helyén egy Graviacae nevű kereskedő állomás állt két sószállító útvonal kereszteződésénél. A sóbányászat és vasfeldolgozás a középkorban is nagy szerepet játszott a település gazdaságában. A 6. század végén szlávok települtek meg a térségben, egyes helynevek (mint pl. Predlitz) szláv eredetűek. A 13. században a felső Mura-völgy innen egészen Judenburgig a Liechtenstein család birtokába került. Predlitz első említése 1311-ből származik. A 15. században a Mura és mellékfolyói mentén számos vashuta és -hámor épült. 1495-ből már bizonyíték van a helyi sörfőzésre is. 1660 körül megindult a turrachi vasércbányászat, amely a 19. század közepén érte el virágkorát, de 1908-ra a bányákat bezárták.
A községi önkormányzatok 1850-ben alakultak meg. 1969-ben az addig önálló Einach és Predlitz községeket Predlitz-Turrach néven egyesítették, majd 2015-ben került sor a Stadllal való unióra.

## Lakosság
A Stadl-Predlitz-i önkormányzat területén 2017 januárjában 1688 fő élt. A lakosságszám 1869-ben érte el csúcspontját (2546 fővel), majd 1923-ig csökkent (2073 fő); utána ismét növekedésnek indult, de 1951 óta (2510 fő) ismét visszaeső tendenciát mutat. 2015-ben a helybeliek 94,6%-a volt osztrák állampolgár; a külföldiek közül 2,5% a régi (2004 előtti), 2,5% az új EU-tagállamokból érkezett. 2001-ben Stadl an der Mur-ban a lakosok 93,7%-a római katolikusnak, 2,9% evangélikusnak, 2,4% pedig felekezet nélkülinek vallotta magát. Ugyanekkor 5 magyar élt a községben (Predlitz-Turrachban kettő).

## Látnivalók
- Turracher Höhe síközpontja

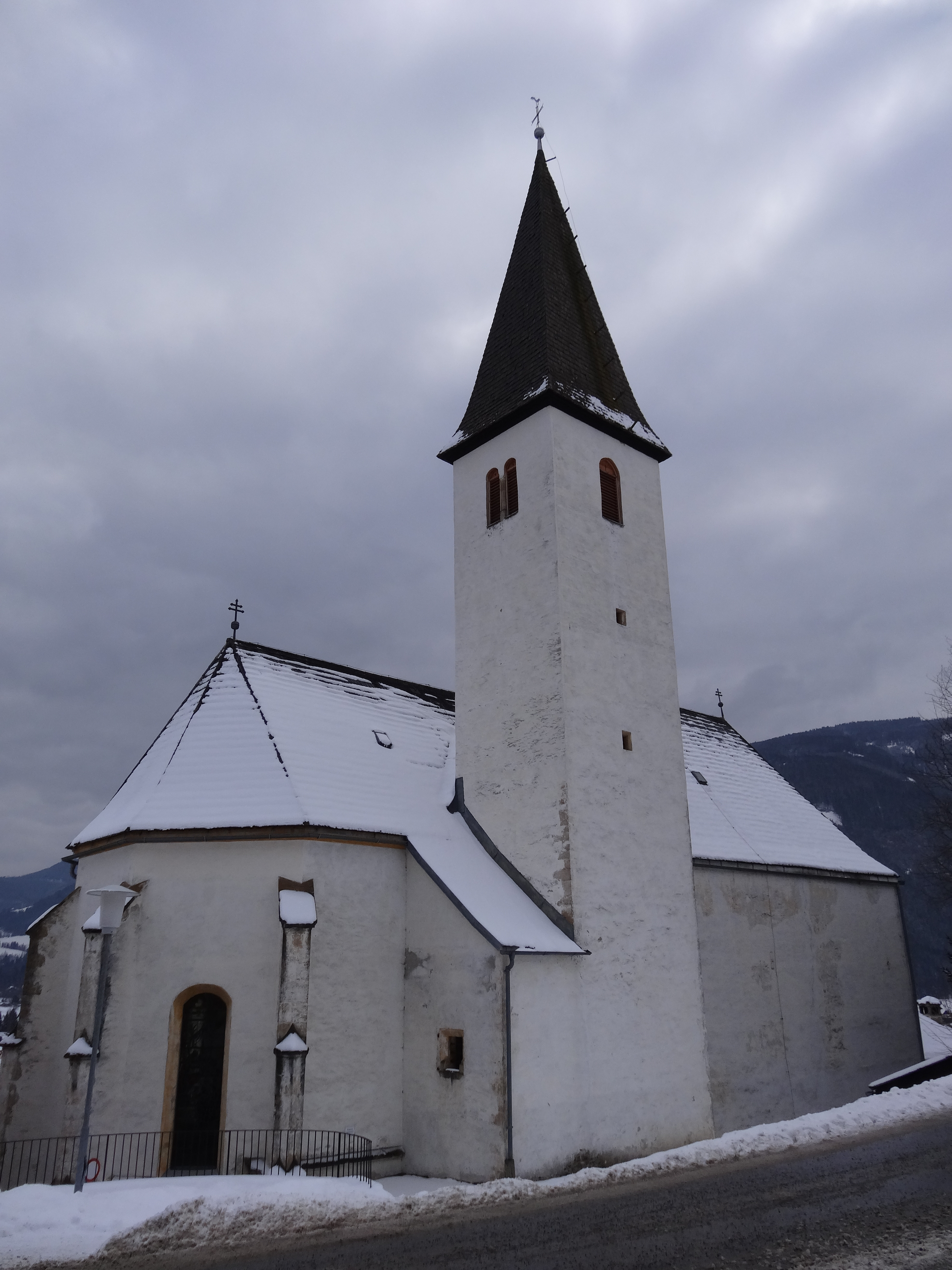
A Keresztelő Szt. János-templom

- Goppelsbach kastélya (magántulajdonban)
- a stadli Keresztelő Szt. János-plébániatemplom
- a predlitzi Szt. Primus és Felicián-plébániatemplom
- a predlitzi Watschaller-kápolna
- a turrachi Szt. József-plébániatemplom
- az ipari műemlék ércpörkölő Predlitzben
- a turrachi bányászmúzeum
- a Turrachbach patak szorosa

## Fordítás
- Ez a szócikk részben vagy egészben  a   Stadl-Predlitz című német Wikipédia-szócikk ezen változatának fordításán alapul.  Az eredeti cikk szerkesztőit annak laptörténete sorolja fel. Ez a jelzés csupán a megfogalmazás eredetét és a szerzői jogokat jelzi, nem szolgál a cikkben szereplő információk forrásmegjelöléseként.